# 毛鼎和
毛鼎和，浙江奉化溪口岩头村人，是一名当地的富商，在村里开有祥丰米行和南货行，因热心当地公益事业如修桥补路而有一定名望。蒋中正（时名蒋瑞元）原配妻子毛福梅是毛鼎和的次女，因此毛鼎和亦是蒋经国的外祖父。二子二女。长子毛怡卿，次子毛懋卿，长女毛英梅，小女毛福梅。:43
1901年冬，蒋瑞元在陈春泉介绍下迎娶毛福梅。成亲后，毛鼎和曾因蒋未及时向他拜年而曾将之训斥。毛鼎和亦曾为蒋瑞元聘请教师。但蒋学习一年有馀赶考，最终却未能考中。
1906年秋收过后，溪口老家的蒋母接到村里负责收田赋的庄书的通知，要求蒋家再次上交所有的30亩土地的捐赋，并派人威胁。蒋母于是叫蒋介石回家处理。蒋介石依靠自己所学的新式词汇，如“人人平等”、“依法办事”，前往庄书家理论，遭以“刁民抗粮”为名，送进县衙治罪，被关入监狱。此时，毛鼎和与蒋介石已很久没有来往，但仍帮助蒋介石将其保释出狱。:40-41